# Munnopsurus ochotensis
Munnopsurus ochotensis är en kräftdjursart som beskrevs av Gurjanova1933. Munnopsurus ochotensis ingår i släktet Munnopsurus och familjen Munnopsidae. Inga underarter finns listade i Catalogue of Life.